# كلارا هيوز
كلارا هيوز (بالإنجليزية: Clara Hughes) مواليد 27 سبتمبر 1972 في وينيبيغ، هي متسابقة كندية. شاركت في دورة الألعاب الأولمبية الصيفية وفازت بميدالية أولمبية. حققت أيضا ميدالية في دورة ألعاب الكومنولث.

## الميداليات
| الميدالية | المسابقة                       |
| --------- | ------------------------------ |
| برونزية   | الألعاب الأولمبية الصيفية 1996 |
| برونزية   | الألعاب الأولمبية الصيفية 1996 |
| ذهبية     | دورة ألعاب الكومنولث 2002      |
| ذهبية     | دورة الألعاب الأمريكية 2003    |
| فضية      | دورة الألعاب الأمريكية 1995    |
| فضية      | دورة الألعاب الأمريكية 2003    |
| برونزية   | دورة الألعاب الأمريكية 1995    |
| برونزية   | دورة ألعاب الكومنولث 2002      |
| فضية      | دورة الألعاب الأمريكية 1991    |
| ذهبية     | الألعاب الأولمبية الشتوية 2006 |
| فضية      | الألعاب الأولمبية الشتوية 2006 |
| برونزية   | الألعاب الأولمبية الشتوية 2002 |
| برونزية   | الألعاب الأولمبية الشتوية 2010 |

## وصلات خارجية
- الموقع الرسمي

## روابط خارجية
- كلارا هيوز على موقع الاتحاد الدولي للدراجات (الإنجليزية)
- كلارا هيوز على موقع أرشيف الدراجات (الإنجليزية)
- كلارا هيوز على موقع إحصائيات الدراجات الإحترافية (الإنجليزية)
- كلارا هيوز على موقع نسبة الدراجات (الإنجليزية)
- كلارا هيوز على موقع CycleBase (الإنجليزية)
- كلارا هيوز على موقع SpeedSkatingBase.eu (الإنجليزية)
- كلارا هيوز على موقع SpeedSkatingNews.info (الإنجليزية)
- كلارا هيوز على موقع SpeedSkatingStats.com (الإنجليزية)
- كلارا هيوز على موقع اللجنة الأولمبية الدولية (الإنجليزية)
- كلارا هيوز على موقع أوليمبيديا (الإنجليزية)